# Cmentarz wojenny w Garbowie
Cmentarz wojenny w Garbowie – cmentarz z I wojny światowej znajdujący się we wsi Garbów w województwie lubelskim, w powiecie lubelskim, w gminie Garbów.
Cmentarz założono na planie prostokąta o wymiarach około 38 na 29 m. Pierwotnie składał się z dwóch kopców i 10 mogił, obecnie część mogił zatarta. W 1928 okoliczna ludność postawiła na cmentarzu kapliczkę. Obecnie ogrodzony siatką, na kilku mogiłach ustawiono drewniane krzyże.
Na cmentarzu pochowano pierwotnie około 130 żołnierzy austro-węgierskich i rosyjskich poległych w pierwszych dniach sierpnia 1915. W 1930 przeniesiono tu szczątki 117 żołnierzy austro-węgierskich i 255 rosyjskich z cmentarza w Jastkowie.